# Червоний чорнозем
«Червоний чорнозем» (рос. «Красный чернозём») — радянський художній фільм 1977 року, знятий на Кіностудії ім. М. Горького.

## Сюжет
Про бойову діяльность сільських комсомольців (продовження фільму «Великі голодранці»). Філіп Касаткін приїжджає в село Глухівка у напрямку райкому комсомолу з метою переконати селян у перевагах колгоспного ладу. Герою вдається залучити на свою сторону навіть самих тих, хто сумнівається і спільними зусиллями почати боротьбу проти куркульства…

## У ролях
- Віктор Жуков — Філіп Касаткін
- Ольга Гаврилюк — Маша
- Валерій Носик — Моргунов
- Володимир Смирнов — Семивьорстов
- Олександр Аржиловський — Барабашов
- Рудольф Панков — Поліванов
- Михайло Бочаров — Богдан Кірьянович Горбатов
- Володимир Кашпур — Юхим Старцев
- Олена Корольова — Старцева
- Раїса Рязанова — Дар'я Сергіївна Ромашова
- Любов Полехіна — Степанида
- Андрій Петров — Онисим Платонович Галдобін
- Олексій Панькин — Платон Галдобін
- Валерій Жуков — Кирило Крякін
- Сергій Тахтаров — Павло
- Олег Васильєв — Степан
- Віктор Древицький — Трошка Старцев
- Володимир Антоник — комсомолець
- Тетяна Горностаєва — Рая Чернова, комсомолка
- Юрій Дружинін — Костя, комсомолець
- Олександр Жданов — Оскольцев, комсомолець
- В'ячеслав Жестовський — комсомолець
- Микола Наркевич — комсомолець
- Володимир Стьопін — Антон Бобир, комсомолець
- Олена Михайлова — Зоя, комсомолка
- Сергій Щоголєв — комсомолець
- Марина Щигарьова — комсомолка
- Людмила Богомолова — епізод
- Геннадій Горячев — епізод
- Геннадій Іванов — Єгор Сапєлкін
- Валентина Колосова — дружина Моргунова
- Станіслав Коренєв — епізод
- Людмила Крашенинникова — Галдобіна
- Людмила Абрамова — епізод
- Віктор Мамаєв — Андрій Ромашов
- Володимир Мичкін — епізод
- Семен Сафонов — бандит
- Олена Сальникова — епізод
- Анатолій Серенко — епізод
- Раїса Сазонова — колгоспниця
- Олександр Петров — Прохор, колгоспник
- Вадим Урюпін — селянин

## Знімальна група
- Режисер — Лев Мирський
- Сценаристи — Микола Рожков, Філіпп Насєдкін
- Оператор — Ауреліус Яциневічюс
- Композитор — Леонід Афанасьєв
- Художники — Василь Власов, Олег Краморенко